# Dajie
Dajie (kinesiska: 大街, 大街街道) är en socken i Kina. Den ligger i provinsen Shandong, i den östra delen av landet, omkring 77 kilometer öster om provinshuvudstaden Jinan. Antalet invånare är 39 629. Befolkningen består av 20 406 kvinnor och 19 223 män. Barn under 15 år utgör 14,0 %, vuxna 15-64 år 75 %, och äldre över 65 år 10,0 %.
Genomsnittlig årsnederbörd är 818 millimeter. Den regnigaste månaden är juli, med i genomsnitt 300 mm nederbörd, och den torraste är januari, med 6 mm nederbörd.